# Swaebou Conateh
Swaebou Jow Siramahang Conateh (* 27. März 1944 in Dippa Kunda, Kanifing Municipal; † 28. November 2018) war ein gambischer Journalist, Herausgeber und Lyriker.

## Leben
Swaebou besuchte von 1950 bis 1957 die Kanifing Primary School, dann bis 1963 die St. Augustine’s High School und ging anschließend von 1963 bis 1964 auf die Gambia High School. In Lawrence (Kansas, Vereinigte Staaten) besuchte er ab 1964 bis 1965 die University of Kansas um im Rahmen des African Scholarship Program of American Universities (ASPAU) Journalismus zu studieren. Neben dem Journalismus belegte er auch Kurse in kreativem Schreiben, wobei er Gedichte, Kurzgeschichten, Dramen und Essays verfasste. Dann war er 1965 kurzzeitig auf der University of Massachusetts in Boston und kehrte dann 1965 University of Kansas zurück bis 1968, er erhielt den Abschluss B. Sc. Er war damit er der erste Gambier, der einen Universitätsabschluss in Journalismus erwarb.
1972 machte er ein BBC Management Course an der Polytechnic of Central London (Großbritannien). Später erwarb er noch einen Master-Abschluss in Massenkommunikation und öffentlicher Information an der Universität von Lagos in Nigeria.
Als Reporter war er 1966 bei dem The Kansas City Star in Kansas City (Vereinigte Staaten) und 1967 beim United Press International beschäftigt. Es folgte eine Beschäftigung bei der The Hutchinson News 1968. Als freiberuflicher Korrespondent war er 1969 bei dem The Kansas City Star, Gemini News Service und African Development in Gambia tätig. Ab Oktober 1969 war er Nachrichtenredakteur und 1970 Rundfunksprecher beim Radio Gambia. 1974 wurde Conateh zum Direktor für Information und Rundfunk, als Nachfolger des verstorbenen Lamin Mbye, ernannt. In seiner Amtszeit als Direktor für Information und Rundfunk war Conateh Zeuge vieler Entwicklungen im Rundfunksektor, insbesondere im Hinblick auf Radio Gambia, dessen landesweite Berichterstattung und Reichweite sich stark verbesserte.
Conateh war auch ein Pionier bei der Förderung des literarischen Profils Gambias, da er der erste Herausgeber von Ndaanan (auch N‘daanan) war, der ersten literarischen Publikation Gambias, die er 1971 zusammen mit anderen gambischen Intellektuellen gründete. Zu seinen Kollegen in Ndaanan gehörten intellektuelle Schwergewichte der damaligen Zeit wie beispielsweise Charles Jow, Hassoum Ceesay Sr., Dr. Lenrie Peters und Gabriel Roberts. Sie produzierten den ersten Band von Ndaanan, dessen Ziel es war, dem kreativen gambischen Schreiben ein Ventil zu bieten. Conateh versuchte sich auch im Dichten und veröffentlichte 1981 seinen ersten Gedichtband; Great Wrinkles Up The Sky's Sleeves, die Gedichte beschrieben den Prozess des Wandels, der in seinem Geburtsort Dippa Kunda zu beobachten war, der sich allmählich von einer ländlichen Siedlung in einen Teil des städtischen Konglomerats Serekunda verwandelte.
1986 schied er aus dem Staatsdienst aus und trat der Pan-African News Agency (auch PanaPress, PANA) bei und wurde zunächst nach Lagos, Nigeria, entsandt, wo er das erste Regionalbüro der PANA leitete. Nach einigen Jahren in Lagos wurde er zum Hauptsitz der PANA in Dakar, Senegal, versetzt, wo er sich bis 1991 aufhielt und schließlich nach Gambia zurückkehrte.
Er gründete nach seiner Pensionierung 1992 die Gambia Communication Agency and Baroueli Enterprises und wurde Herausgeber des Wochenmagazins The Gambia News & Report (auch Gambia News and Report Weekly Magazine). Das Magazin vergab jährlich von 1992 bis 2016 die vielbeachtete Auszeichnung Person of the Year für Gambier, die sich in ihren jeweiligen Bereichen besonders hervorgetan haben.
Als der Armed Forces Provisional Ruling Council (APRC) 1994 die Macht von der Regierung des ehemaligen Präsidenten Sir Dawda Kairaba Jawara übernahm, war Conateh ihre erste Wahl als Informationsminister. Da er aber ein prinzipientreuer Mann war, lehnte er das Angebot ab. Da er wusste, dass er nicht mit einem Militärregime zusammenarbeiten konnte.
Nach langer Krankheit verstarb Swaebou Conateh und wurde am 29. November auf dem Friedhof von Dippa Kunda beerdigt. Hunderte von Trauernden nahmen an der Beerdigung teil, darunter Doyens aus der Medienbranche, junge Journalisten, Vorstandsmitglieder der Gambia Press Union, Beamte, Beamte der Staatssicherheit usw.
Ismaila Naban, der Chefredakteur, übernahm später die Leitung des wöchentlichen News and Report Magazine.

## Mitgliedschaften
Conateh war Mitglied der Sigma Delta Chi (später umbenannt in Society of Professional Journalists).

## Familie
Conateh war in erster Ehe mit Ya Fatu Conteh († 1999) seit 1969 verheiratet, er hatte mit ihr sieben Kinder. In zweiter Ehe war er seit 1979 mit Aji Sukai Badjan verheiratet, mit ihr hatte er mindestens drei weitere Kinder.

## Werke
- 1981: Great Wrinkles Up The Sky's Sleeves
- 1982: Blind Destiny

## Auszeichnungen und Ehrungen
- Officier de l'Ordre National du Lion du Sénégal[1]
- 2008 – Award of National honours[14]
- 2009 – Medaille of the Order of the Republic of The Gambia (RGM)[15]
- 2018 – Person Of The Year 2018 (posthumous)[3]